# Alonso Cueto
Alonso Cueto Caballero (Lima, 30 de abril de 1954) é um escritor peruano. Seus livros foram traduzidos para diversos idiomas e ganharam prêmios como: Prêmio Wiracocha (1985), Prêmio Anna Seghers (2000), Prêmio Herralde de Novela (2005) e Prêmio da Casa Editorial da República da China (2005). Em 2009, foi eleito membro da Academia Peruana da Língua.

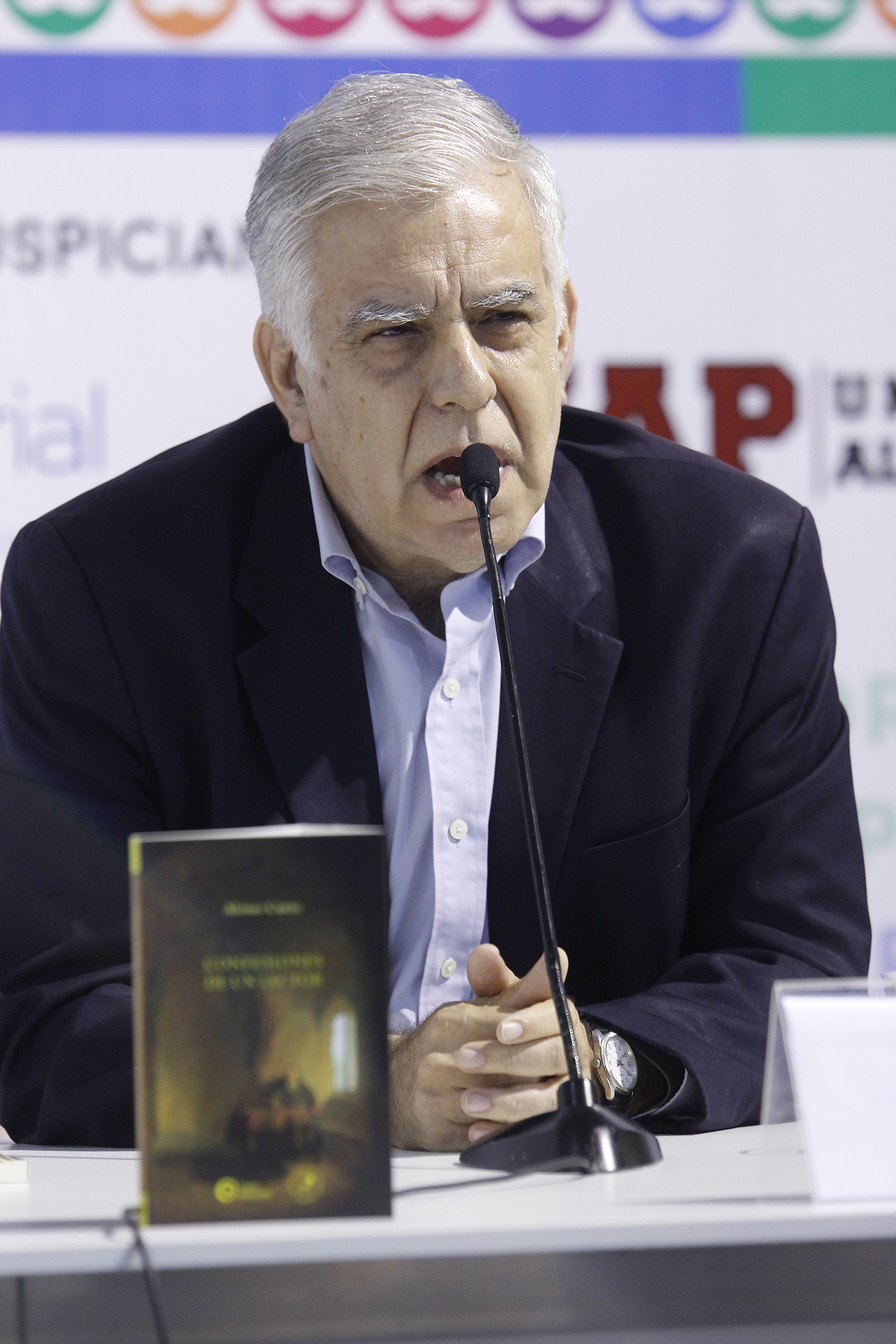
Alonso Cueto